# Helmut Presser
Helmut Presser ( n. 8 de febrero de 1958 (67 años) es un botánico alemán.

## Algunas publicaciones

### Libros
- 1998  Die Orchideen Mitteleuropas und der Alpen. Variabilität. Biotope. Gefährdung (Las orquídeas de Europa Central y los Alpes. Variabilidad. Biotopos. Peligros). Ed. Hüthig Jehle Rehm
- 2006  Orchideen. Die Orchideen Mitteleuropas und der Alpen (Orquídeas. Las orquídeas de Europa Central y los Alpes). Ed. Nikol Verlag. 374 pp. ISBN 3-933203-54-6

- La abreviatura «Presser» se emplea para indicar a Helmut Presser como autoridad en la descripción y clasificación científica de los vegetales.[1]